# Jay Idzes
Jay Idzes, né le 2 juin 2000 à Mierlo aux Pays-Bas, est un footballeur international indonésien qui évolue au poste de défenseur central à l'US Sassuolo.

## Biographie

### En club
Né à Mierlo aux Pays-Bas, Jay Idzes est formé par le FC Eindhoven.
Il joue son premier match en professionnel le 28 avril 2018, lors d'une rencontre de championnat face au TOP Oss.
Le 20 juillet 2020, il rejoint le Go Ahead Eagles. Il joue quatre-vingt-treize matchs et marque trois buts en trois saisons.
Le 26 janvier 2023, il rejoint le Venise FC et signe un contrat courant jusqu'en juin 2027.

### En sélection
Jay Idzes représente l'Indonésie  en sélection. Il joue notamment avec l'Équipe d'Indonésie de football contre le Viêt Nam du qualifications de la Coupe du monde de 2026. À partir du troisième tour des qualifications pour la Coupe du monde, il est régulièrement devenu le capitaine de l'équipe.